# Evropský hokejový pohár 1978/1979
14. ročník hokejového turnaje European Cupu.Vítězem turnaje se stala CSKA Moskva.

## 1. kolo
- CH Casco Viejo Bilbao (Španělsko) - F. Flyers Heerenveen (Nizozemsko) 3:9, 2:21
- ATSE Graz (Rakousko) - Ferencavárosi TC Budapest (Maďarsko) 4:1, 5:3 (druhé utkání v Debrecínu)
- Gap (Francie) - HC Bolzano (Itálie) 4:8, 5:15
- Rødovre SIK (Dánsko) - IL Manglerud Star (Norsko) 2:2, 3:7
- Steaua Bucureşti (Rumunsko) - Levski Spartak Sofija (Bulharsko) 6:1, 7:2
- SC Dynamo Berlin (NDR) - KS Podhale Nowy Targ (Polsko) 5:6, 2:7
- EHC Biel (Švýcarsko) - HK Jesenice (Jugoslávie) 15:1, 7:6

## 2. kolo
- Feenstra Flyers Heerenveen - SC Riessersee (NSR) 3:3, 6:10
- Steaua Bucureşti - EHC Biel 8:5, 2:5 (SN 4:3)
- HC Bolzano - ATSE Graz 1:3, 3:6
- IL Manglerud Star - KS Podhale Nowy Targ 2:3, 2:13

## 3. kolo
- ATSE Graz - SC Riessersee 8:7, 4:4
- KS Podhale Nowy Targ - Steaua Bucureşti 3:1, 3:1

## 4. kolo
- HC Ässät Pori (Finsko) - KS Podhale Nowy Targ 7:2 Nowy Targ odvetu vzdal
- ATSE Graz - Skellefteå AIK (Švédsko) ATSE Graz odstoupil

## Finále
(26. - 29. srpna 1979 v Innsbrucku)
- 1. CSKA Moskva (SSSR) - 6 bodů
- 2. Poldi SONP Kladno (Československo) - 3 body
- 3. HC Ässät Pori (Finsko) - 2 body
- 4. Skellefteå AIK (Švédsko) - 1 bod

## Utkání Kladna
- Poldi SONP Kladno - HC Ässät Pori 8:3 (1:2,3:0,4:1) 26. srpna 1979
- Skellefteå AIK - Poldi SONP Kladno 4:4 (1:0,2:2,1:2) 27. srpna
- CSKA Moskva - Poldi SONP Kladno 3:1 (1:0,0:0,2:1) 29. srpna